# Fort Duquesne Bridge

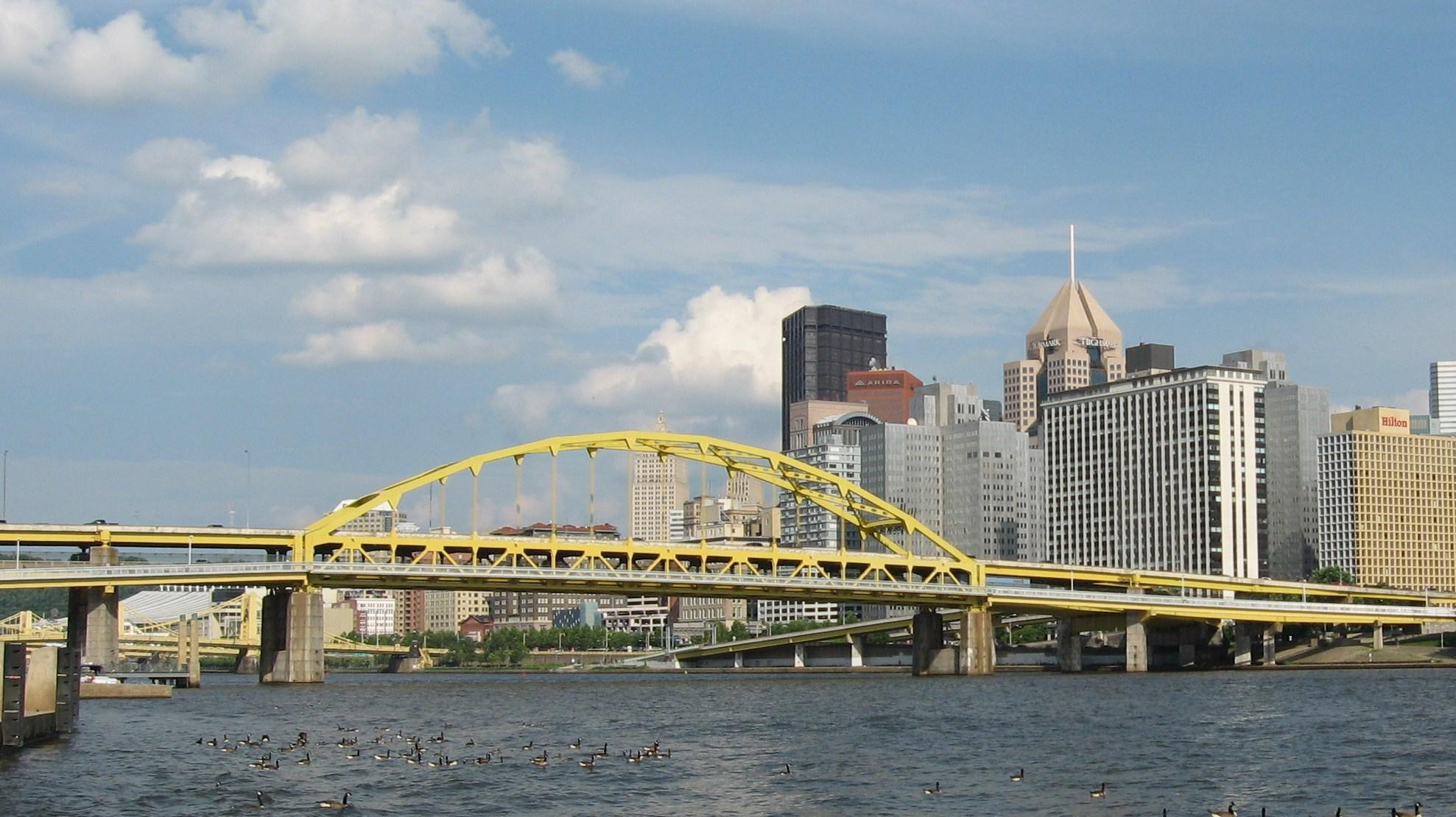
Die Fort Duquesne Bridge im Jahr 2009

Fort Duquesne Bridge ist eine Brücke in Pittsburgh in Pennsylvania und wird von der PennDOT betrieben. Sie führt die Interstate 279 über den Allegheny River. Die Spannweite der Bogenbrücke beträgt 130 Meter (426 Fuß). Im Norden ist sie über Rampen und Zufahrtsbrücken erschlossen, die 2006 auf Ermüdungserscheinungen untersucht wurden.

## Trivia
Die Brücke spielt eine Rolle in den Film Jack Reacher, dort ist sie der Ort eines möglichen Attentats.